# U.S. Green Building Council

Hearst Tower – Ausgezeichnet vom LEED-Programm, wegen seiner umweltfreundlichen Bauweise

Das U.S. Green Building Council (USGBC) ist eine 1993 von Mike Italiano, David Gottfried und Rick Fedrizzi gegründete gemeinnützige Organisation in Washington, D.C. Die Non-Profit-Organisation setzt sich für nachhaltige und umweltfreundlich Energiekonzepte in Bauwerken ein.
Die USGBC ist am besten für die Entwicklung des Systems Leadership in Energy and Environmental Design (LEED) bekannt; eine Versammlung, die die Industrie nachhaltiger Gebäude unterstützt, eingeschlossen umweltfreundlicher Materialien, nachhaltige Architekturtechniken und Öffentlichkeitsarbeit.
Die USGBC hat mehr als 15.000 Mitgliederorganisationen in allen Sparten der Bauindustrie.
2014 wurde ihr der Champions of Earth Award verliehen.